# Bükkszentmárton, Heves
Bükkszentmárton  este un sat în districtul Bélapátfalva, județul Heves, Ungaria, având o populație de 318 locuitori (2011). 

## Demografie
Componența etnică a satului Bükkszentmárton
     Maghiari (84,64%)
     Romi (15,36%)
Componența confesională a satului Bükkszentmárton
     Fără religie (5,03%)
     Reformați (2,2%)
     Necunoscută (92,77%)
Conform recensământului din 2011, satul Bükkszentmárton avea 318 locuitori. Din punct de vedere etnic, majoritatea locuitorilor (84,64%) erau maghiari, cu o minoritate de romi (15,36%). Nu există o religie majoritară, locuitorii fiind persoane fără religie (5,03%) și reformați (2,2%). Pentru 92,77% din locuitori nu este cunoscută apartenența confesională.